# Hjalmar Hvam
Hjalmar Hvam, né le 16 novembre 1902 et mort le 30 mars 1996, est un spécialiste américain de ski nordique.

## Biographie

### Enfance
Hjalmar Hvam est né à Kongsberg en Norvège. Il grandit dans une ferme avec ses frères et sœurs. À l'âge de 12 ans, il remporte un concours de saut à ski. En 1923, Hjalmar Hvam et son frère, Ingvald, émigre au Canada et ils travaillent dans des fermes ainsi que dans des exploitations forestières et des scieries. En 1927, ils déménagent à Portland et Hjalmar Hvam est embauché en tant qu'ouvrier par la scierie Multnomah Lumber and Box pour 4,5 $ par jour,. Il n'a pas skié depuis sept ans quand il parvient à acheter une paire de ski chez Honeyman Hardware pour 7,5 $ et saute au Mount Hood Skibowl (en).

### Carrière sportive
En 1929, il rejoint le Cascade Ski Club et il devient rapidement un modèle en tant que de sauteur à ski. En 1931, il réalise avec André Roch (en) et Arne Stene, la première montée puis la première descente (partielle) du Mont Hood,. En 1932, Hjalmar Hvam remporte le Championnat des États-Unis de combiné nordique en dominant le saut à ski et le ski de fond. En 1933, il dispute et remporte les championnats de l'Oregon en slalom alors qu'il s'agit de sa première course dans la discipline. Entre 1935 et 1936, il enchaîne douze victoires consécutives en descente dont la Silver Skis disputé sur le Mont Rainier et la première édition de la Golden Rose disputé sur le Mont Hood. En 1936, il remporte les quatre courses (saut à ski, ski de fond, slalom et descente) disputées sur le Mont Baker ce qui lui permet d'être sélectionné pour intégrer l'équipe olympique de ski alpin,. Cependant, étant toujours un citoyen norvégien, il doit renoncer à concourir à cette compétition.

### Carrière professionnelle
Hjalmar Hvam a travaillé puis géré des magasins de skis. En 1935, il ouvre son magasin Hjalmar Hvam Ski Shop dans le nord-ouest de Portland avec une succursale au Mont Hood. Il voit dans son magasin un nombre important de skieur blessé. C'est lorsqu'il se casse lui-même la jambe en 1937 qu'il a l'idée des premières fixations.
À la fin de la seconde guerre mondiale, il déménage son magasin dans le nouvellement construit Uptown Shopping Center sur la 23e Avenue à Portland. En 1952, il est un des entraîneurs de l'équipe américaine pour le ski nordique. Il meurt le 30 mars 1996 d'une crise cardiaque.

## Résultats
Au cours de sa carrière, il aurait remporté environ 150 trophées,. En 1932, il a remporté le Championnat des États-Unis de combiné nordique, le Championnat des États-Unis de ski de fond et la catégorie B en saut à ski,.

## Reconnaissance
Il est membre du Mémorial américain du ski ainsi que du Oregon Sports Hall of Fame (en).